# Chiesa di San Ponziano (Spoleto)
La chiesa di San Ponziano si trova sul colle Ciciano, nell'immediata periferia di Spoleto, a pochi metri dalla chiesa di San Salvatore; è ben visibile dalla strada statale che congiunge Foligno e Terni; fa parte di un complesso monastico comprendente un monastero, abitato dalle Canonichesse regolari lateranensi di Sant’Agostino, e una Casa d'accoglienza. L'intero complesso è intitolato a san Ponziano, patrono della città.

## La tradizione
Secondo la tradizione agiografica, le cui opere sono databili fra il V e VI secolo, un giovane spoletino di nome Ponziano, discendente da un'agiata famiglia di decurioni, venne sepolto in questo luogo nell'anno 175, dopo essere stato decapitato presso il ponte Sanguinario.
Il suo martirio, avvenuto durante le persecuzioni dei cristiani ordinate dall'imperatore Marco Aurelio, nel tempo si è arricchito di molte leggende: pare che i leoni all'interno dell'anfiteatro di Spoleto non lo assalirono, ma gli leccarono i piedi; che i carboni ardenti sui quali fu costretto a camminare non gli arrecarono alcun danno; che, chiuso in carcere senza cibo né acqua, venne soccorso dagli angeli che gli portarono gli alimenti necessari. Infine, sottoposto a decapitazione, pare che la sua testa rimbalzando abbia percorso un lungo tratto fino ad arrivare sul colle Ciciano, dove zampillò una fonte d'acqua purissima e dove poi sarebbero state costruite la tomba e la chiesa romanica a lui dedicata. Si narra ancora che durante il martirio una scossa di terremoto fece tremare la città, ma senza provocare gravi conseguenze; così Ponziano fu considerato protettore dai terremoti e gli venne attribuita una tranquillizzante profezia: "Spoleto tremerà ma non crollerà". 

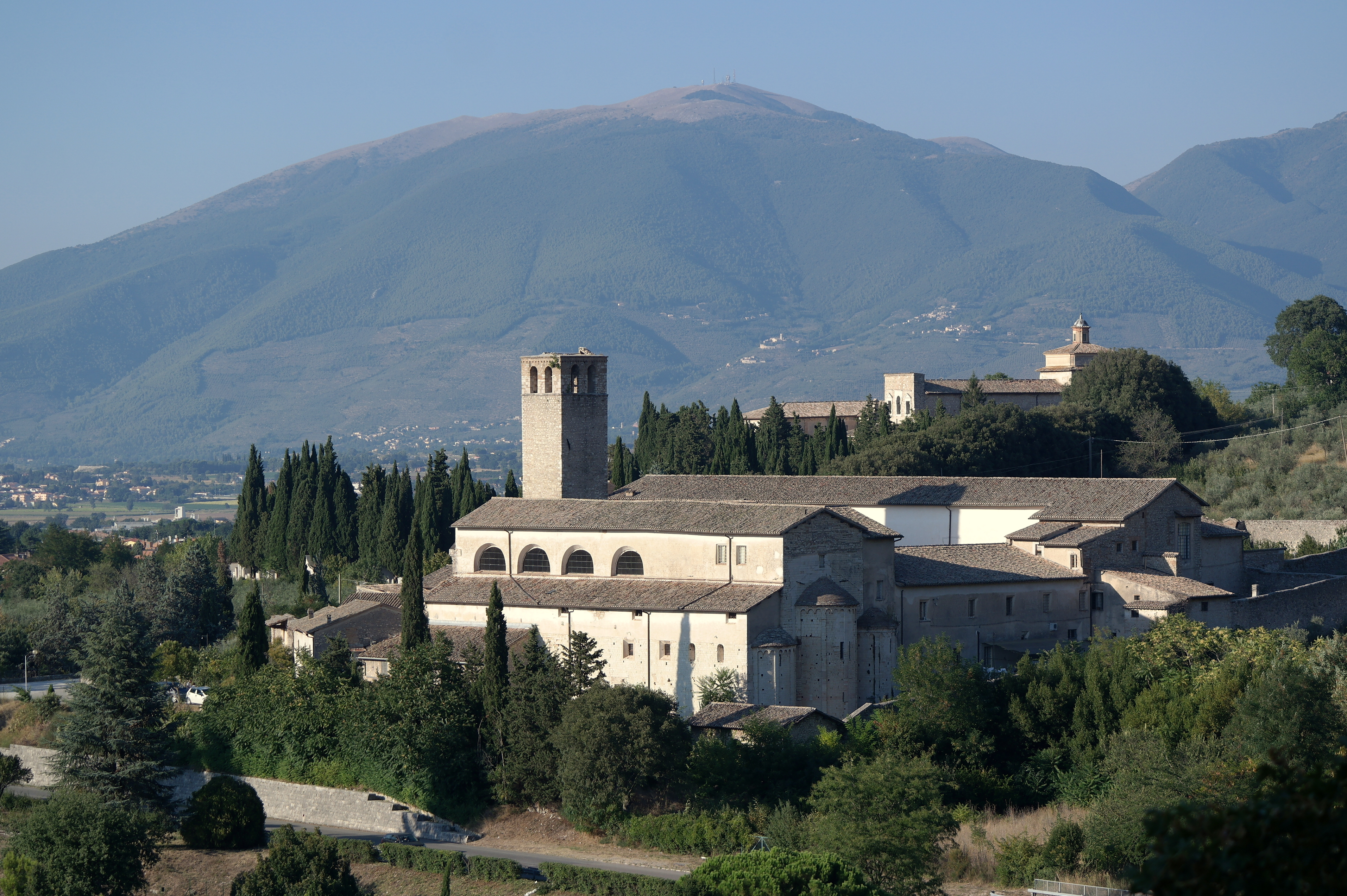
Complesso di san Ponziano

Il sepolcro fu subito circondato da particolare venerazione. Successivamente beatificato, Ponziano divenne il patrono di Spoleto.
La sua festa liturgica venne fissata il 14 gennaio, probabile giorno della sua morte.
Il culto crebbe progressivamente, tanto che nel 966 il vescovo di Utrecht Baldrico, passando a Spoleto di ritorno da Roma, portò via alcune reliquie, parte delle ossa e un braccio. Fu così che il culto del santo si diffuse anche nella città olandese, che ugualmente lo elesse patrono.
La sua venerazione conobbe nuova fortuna in occasione di un altro terremoto avvenuto nel 1703, esattamente il 14 gennaio. Gli effetti disastrosi, subiti da molte città umbre e abruzzesi, non riguardarono Spoleto se non in minima parte. Questo episodio colpì grandemente la popolazione, che non esitò ad attribuire il prodigio al martire cittadino. In occasione della riparazione del palazzo comunale dai danni provocati dalle scosse, gli venne dedicata l'intera cappella interna in cui anticamente erano effigiati tutti i principali protettori della città.

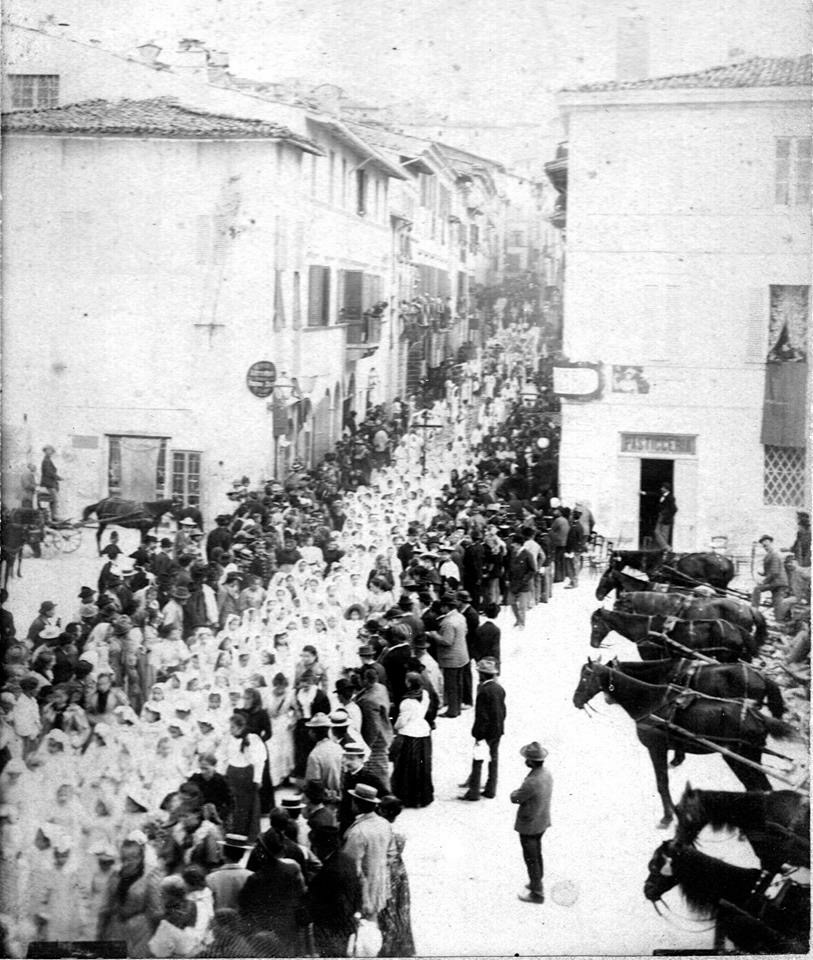
Processione del 9-6-1895: trasporto della sacra testa di San Ponziano

Ogni anno il 14 gennaio l'urna contenente il cranio di San Ponziano viene portata in processione al Duomo di Spoleto per le celebrazioni, e vi rimane esposta fino alla domenica successiva. Tra i cittadini spoletini si è mantenuta l'usanza di non tagliare in quei giorni il pane con il coltello per non rinnovare il gesto compiuto dal boia con la spada in occasione del martirio.

## Storia

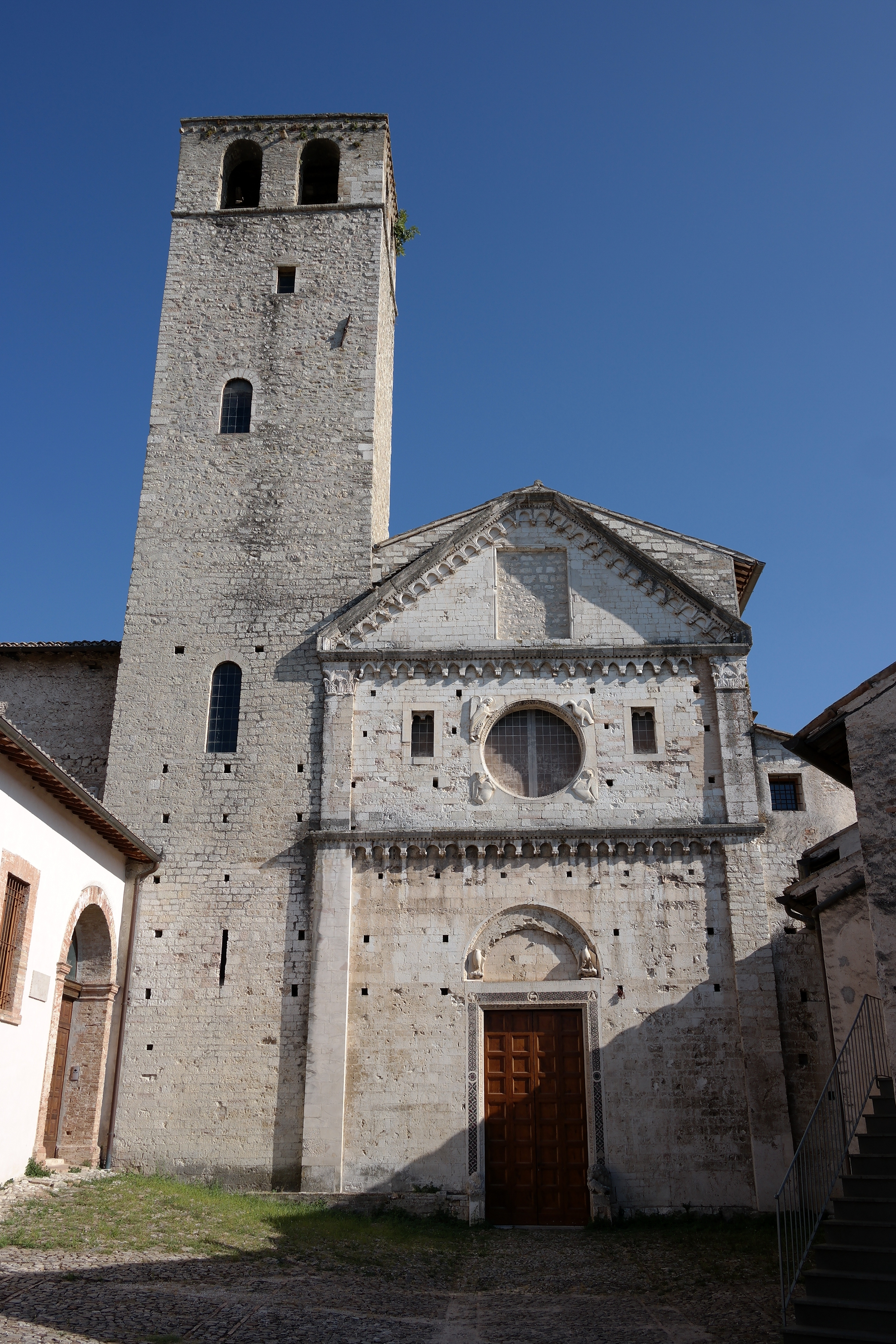
Facciata

### La chiesa
Nel X secolo il luogo, noto come cenobium beatissimi martyris Pontiani; sacratissimum cymiterium, era custodito da monache penitenti, tra loro una certa Sincleta, e da alcuni monaci siriani dislocati in grotte e anfratti lungo le pendici del Monteluco. Raccoglieva sepolture di più martiri, come documentato da un gruppo di sarcofagi tuttora conservati nella cripta.

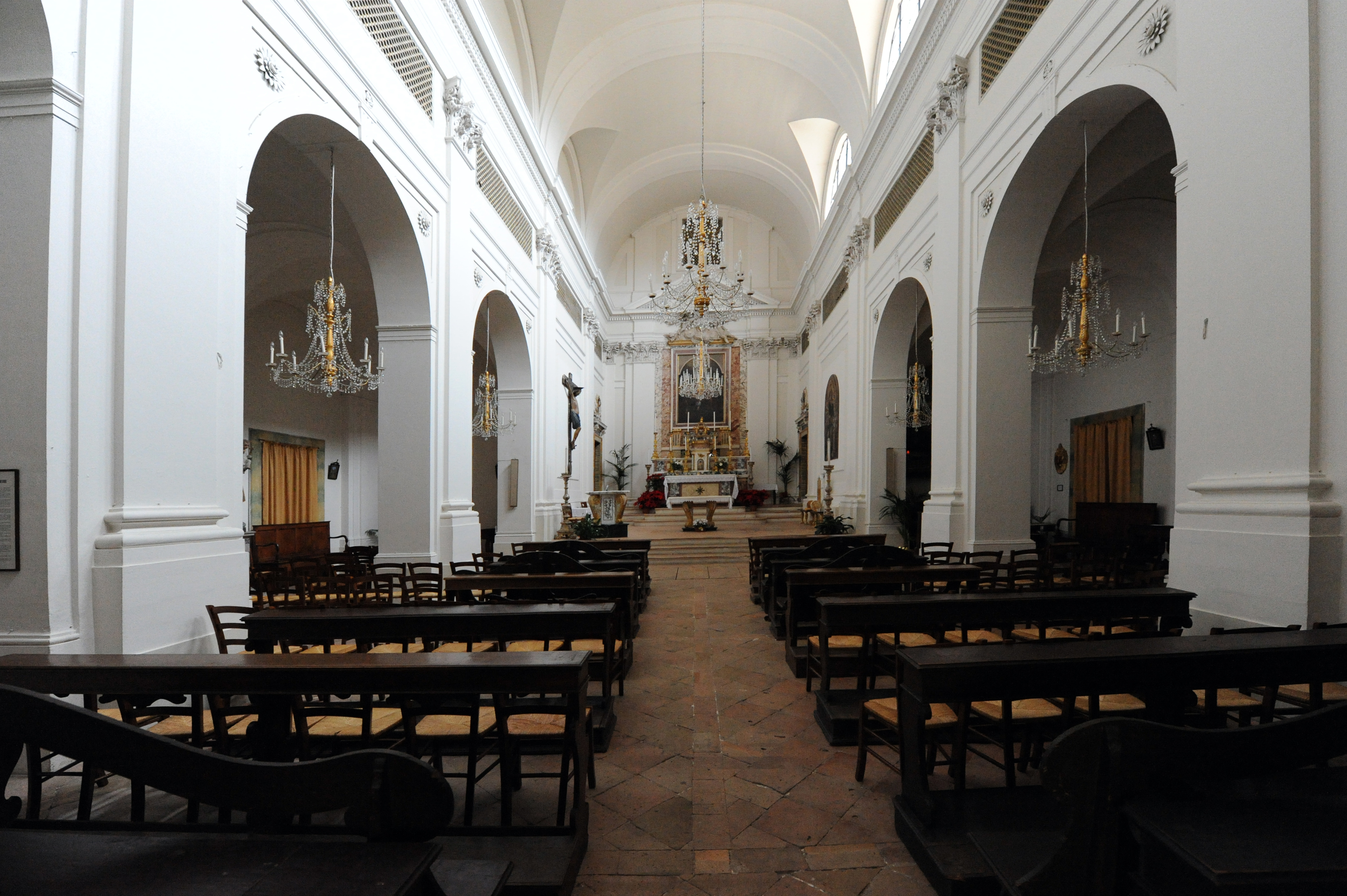
Navata centrale

La chiesa quindi venne edificata fra il XI e XIII secolo, su un'area cimiteriale paleocristiana, fuori dalle mura cittadine, in stile romanico.
Nei pressi erano sorti altri due importanti edifici religiosi: in alto la pieve di san Michele Arcangelo, oggi ridotta ad un rudere, e più in basso la chiesa di san Concordio, attuale chiesa di san Salvatore. In questo sistema di chiese, studi recenti hanno individuato l'area religiosa del Ducato di Spoleto, ipotesi rafforzata dal recente ritrovamento di una lastra tombale su uno dei sarcofagi sistemati in cripta: sopra ha inciso un nome longobardo, Agipertus; si tratta del primo longobardo spoletino archeologicamente accertato.
La chiesa ha subito negli anni pesanti rimaneggiamenti interni, il più importante nel 1788 quando venne ristrutturata completamente dal giovane architetto romano Giuseppe Valadier secondo il nuovo gusto neoclassico, ma mantenendo inalterato l'esterno romanico.
Nel 1805 il papa Pio VII effettuò personalmente una ricognizione delle reliquie del santo, il teschio venne poi collocato in un'urna d'argento.

### Il monastero
L'edificazione del monastero in origine benedettino, prima maschile e poi femminile, risale circa all'anno 1000. Da esso dipendevano numerose chiese, dislocate su un vasto territorio, tra esse la chiesa di san Pietro; inevitabili i conflitti con l'ordinario diocesano.
Vi confluivano piccole comunità religiose soppresse per problemi di spazio o per problemi economici. Le comunità ospitate furono numerose, tra loro le agostiniane di vocazione eremitica provenienti da Montefalco, e altre provenienti dai romitori sul Monteluco, abbandonati per la loro scomodità. Quindi fra il Trecento e il Quattrocento vi coabitavano due ordini monastici: le benedettine e le agostiniane. Nello stesso periodo chiesa e monastero subirono ingenti danni a causa di guerre civili; le benedettine, non sentendosi più al sicuro in una struttura così isolata, fuori dalle mura cittadine, nel 1392 ottennero la cura dell'ospedale di san Matteo eretto nel 1227.
Nel 1520 arrivarono le clarisse che imposero alle religiose di san Ponziano, soggette fino ad allora ad una clausura moderata, l'adozione di una clausura rigida, espressamente ordinata da Papa Leone X. Per rispettare le nuove disposizioni le religiose si riservarono l'uso del coro e della cripta cui venne murato l'accesso. I fedeli, non potendo più recarvisi a pregare, si rivolgevano alle monache che svolgevano funzioni di mediatrici.
Il passaggio da una regola all'altra, le soppressioni delle comunità, i trasferimenti delle religiose, erano spesso movimenti dettati da interessi economici di estranei.
Il monastero contava molte opere d'arte e suppellettili sacre, beni di proprietà delle monache via via ospitate, che erano solite portare con sé i beni mobili. Il tutto fu alienato nel 1810 dopo la soppressione napoleonica. Tra gli oggetti sacri si trovava una bellissima bibbia miniata, databile intorno al 1080, attualmente conservata alla biblioteca civica di San Daniele del Friuli.
Nel 1860 chiesa e monastero divennero proprietà comunale, venduta poi a privati nel 1899; le religiose, che intanto avevano continuato ad abitarci, ne tornarono in possesso alcuni anni più tardi.
Dal 1905 è abitato dalle canoniche regolari lateranensi di sant'Agostino, precedentemente ospitate presso il monastero della Stella.
Al suo interno è custodito il teschio del santo martire.

## Descrizione

### La chiesa

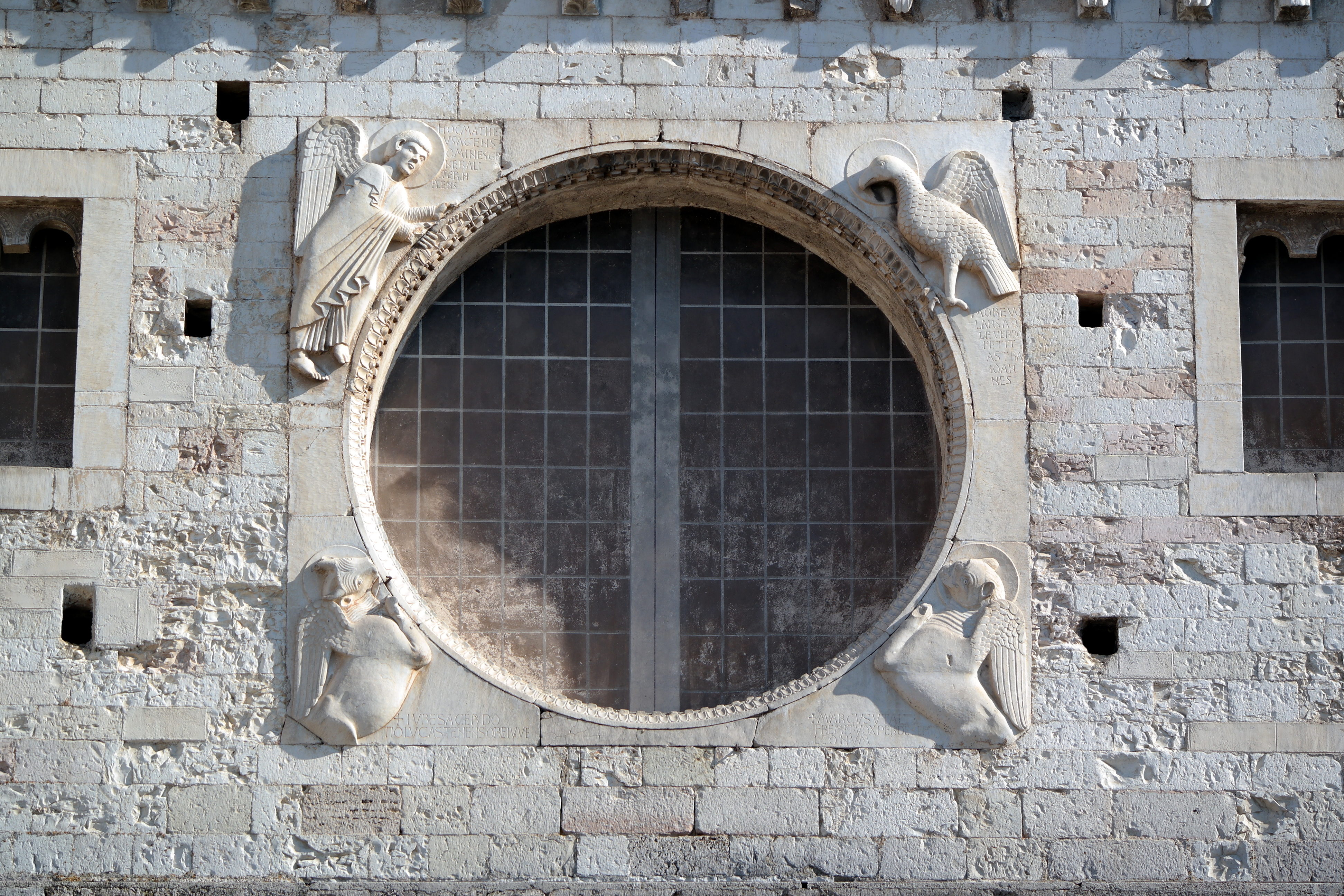
Ciò che resta dell'antico rosone, attorniato dai simboli dei Quattro Evangelisti

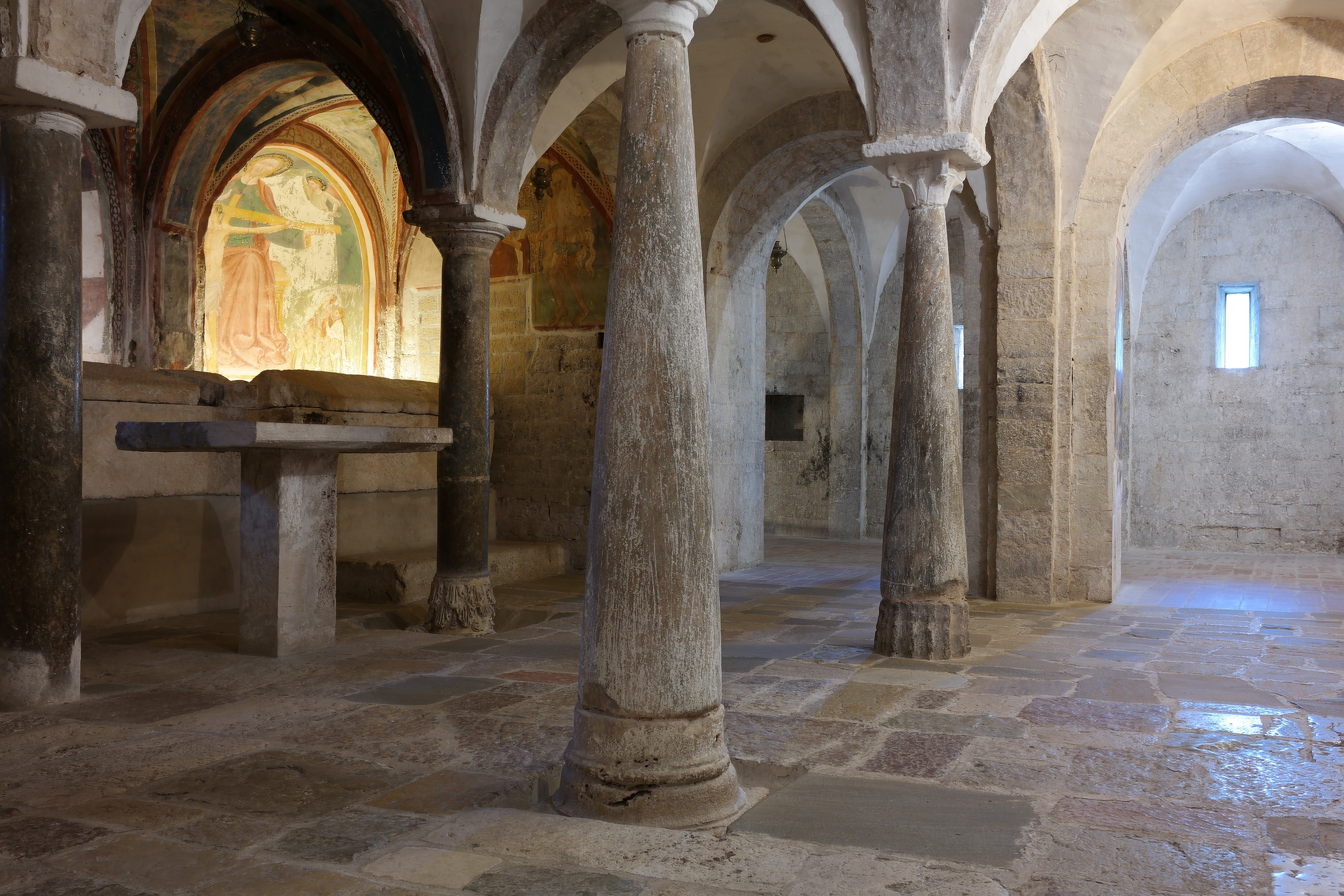
Interno della Cripta. Si può notare sulla sinistra il capitello al contrario, mentre sulla destra una parte di colonna scanalata di spoglio

I lavori di ristrutturazione del Valadier mantennero l'aspetto romanico della struttura esterna e della cripta.
La facciata è disegnata da archetti pensili che si ritrovano nel timpano, forse riedificato nel XIV secolo, e ornato con animali scolpiti e fasce di mosaico in porfido e serpentino. La colonna di sinistra è stata ricostruita negli anni ottanta, volutamente con materiale moderno. 
Il portale è ornato di inserti musivi e alla base degli stipiti presenta due leoni; del rosone, fiancheggiato da due piccole bifore, rimangono solo la cornice quadrata ed i rilievi degli evangelisti con le relative inscrizioni, sculture simili a quelle della facciata della chiesa di san Pietro.
L'architrave, tra tondi raffiguranti l'Agnus Dei, un'aquila e un leone di origine cosmateca, reca la seguente iscrizione: "A te che entri la pace, a te che preghi la grazia che meriti; ricordati che sei fango e diventerai cenere; ricevi il perdono supplicato tra gemiti e lacrime". 
Il campanile è antico, almeno fino all'altezza della seconda cornice, innalzato su una torre di avvistamento posta in posizione strategica a controllare il diverticolo della Via Flaminia.
L'interno è il risultato del totale rinnovamento del 1788 che ridusse molto la lunghezza della chiesa per ricavarvi il coro. La primitiva tribuna è distinta in tre absidi, ornate di pilastri e di archetti. È a tre navate; il presbiterio e la navata centrale conservano ancora il pavimento settecentesco a quadrelle in cotto. Nell'altare maggiore una pala di Francesco Appiani: Decapitazione di S. Ponziano. Ai lati tele settecentesche dipinte da artisti locali. La navata di destra custodisce le spoglie della beata Marina di Spoleto.
È presente un organo del XVIII secolo restaurato nel 2011.

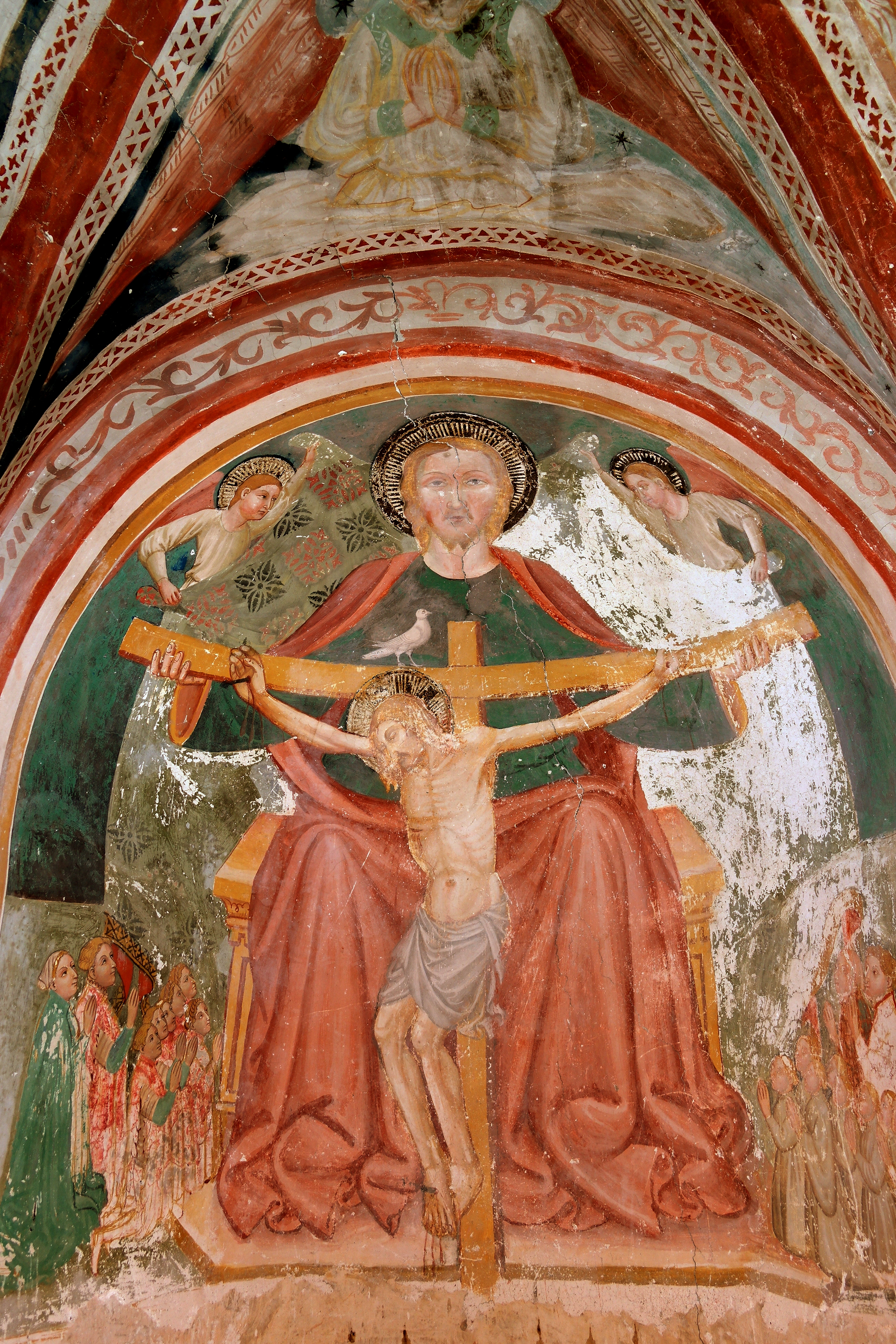
Cripta: affrescho della navata centrale, raffigurante la Trinità

### La cripta
Sotto il coro si trova la cripta distinta in cinque navatelle con altrettante piccole tribune semicircolari, struttura simile ad altre cripte spoletine situate nella chiesa di San Sabino e nella basilica di San Gregorio Maggiore. Le colonne utilizzate nella navata centrale sono diverse tra loro, chiaramente materiali di spoglio; la colonna anteriore destra è montata al contrario, con il capitello in basso.
Custodisce all'interno vari resti: sarcofagi, tra cui quello che conteneva i resti di Ponziano, guglie, colonne.
Numerosi gli affreschi realizzati tra il XIV e il XV secolo: nella prima navata a sinistra un primo affresco molto lacunoso in cui si vede solo la figura di san Sebastiano; san Bernardino da Siena e Simonino da Trento datato 1481; Madonna col bambino in trono affiancata da san Sebastiano e san Rocco (quest'ultimo datato 1479) e in basso figure di oranti; altre due Madonna col bambino (la seconda datata 1478); un altro Simonino da Trento. Tutti questa affreschi sono quattrocenteschi.
La presenza di san Bernardino da Siena, raffigurato con libro e bilancia, e' da ricondurre alla sua predicazione contro l'usura e i presta-monete ebrei (presenti nella comunita' ebraica di Spoleto) ; analogo motivo antisemita e' da leggersi nelle due rappresentazioni di Simonino da Trento. 

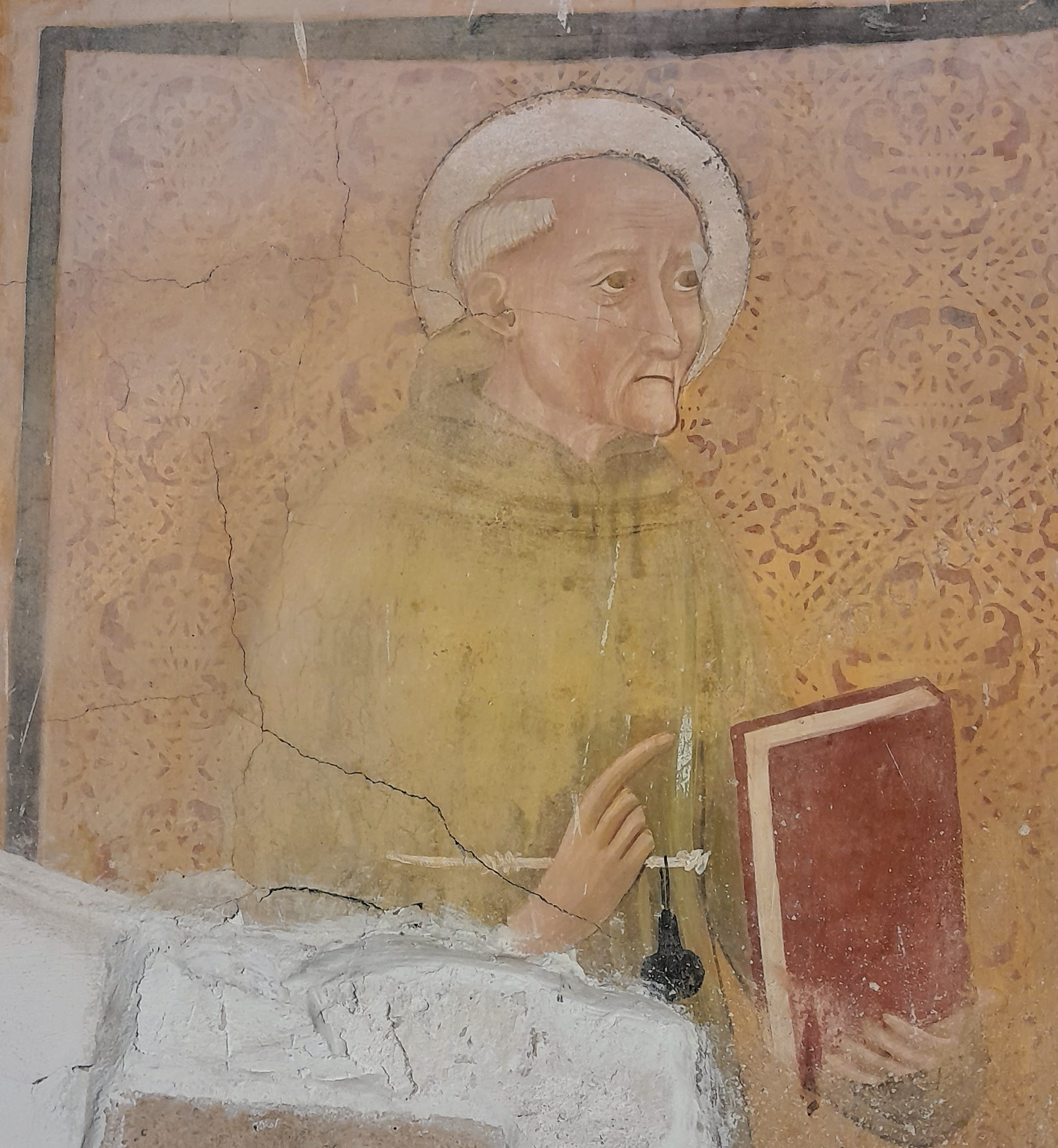
san Bernardino Da Siena (parete sinistra della navata sinistra della cripta)

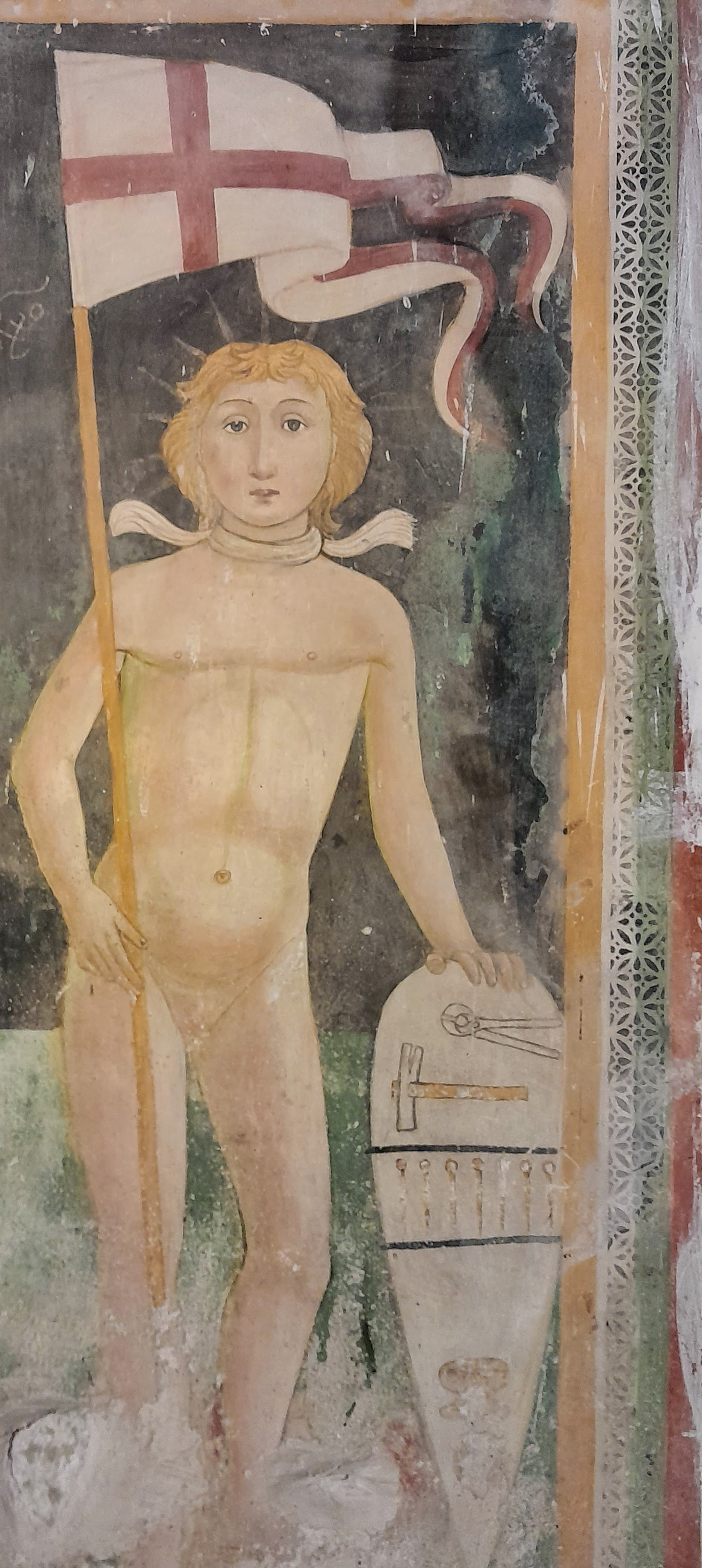
Simonino da Trento (parete sinistra della navata sinistra della cripta)

Nell'abside della navata centrale troviamo un trecentesco Cristo in croce con una croce a forma di "Y" che si trasforma, se osservata dall'alto degli scalini che portano all'antica porta di ingresso, nella usuale croce a forma di "T"; le figure di Maddalena e Maria sono state aggiunte in epoca posteriore. Nella quarta navata è raffigurata la  Trinità con al lato destro due santi e sulla volta quattro angeli, tutti affreschi del Trecento. 
Nell'ultima navata destra è raffigurato San Michele Arcangelo con due oranti del Maestro di Fossa, realizzato con polvere d'oro e polvere di lapislazzulo nella prima metà del Trecento. E' da notare la presenza di graffiti del XV e XVI secolo nella parte inferiore dell'affresco. 
Dietro una colonna un affresco quattrocentesco, probabilmente del Maestro di Eggi. Sul retro ancora una Madonna col Bambino quattrocentesca.
Sulla sinistra della cripta v'è una grata dalla quale le suore di clausura possono seguire le celebrazioni eucaristiche.

## Casa religiosa di ospitalità San Ponziano
Il complesso comprende una casa d'accoglienza che occupa alcuni locali del monastero. È una moderna struttura ricettiva che mette a disposizione degli ospiti mini appartamenti, camere, ristorante, bar e sala conferenze.